# Mene Grande
Mene Grande (conocida también como la sucursal del sol) es una población situada en el municipio Baralt del estado Zulia, Venezuela, en la Costa Oriental del Lago de Maracaibo. Mene es el nombre que daban los pueblos originarios de la zona al petróleo, por lo cual Mene Grande vendría a significar "gran emanación de petróleo".
Se encuentra justo al sur de Pueblo Nuevo en la zona sur del municipio y a 15 km al oeste de San Timoteo, capital municipal. Se puede acceder por vía terrestre desde la Avenida Intercomunal San Pedro-Lagunillas (Troncal 3) o desde la carretera El Venado-Agua Viva (Troncal 1).

## Historia
El área donde se encuentra ubicada Mene Grande fue visitada desde la época prehispánica por indígenas de la etnia Añu, quienes habitaban en palafitos en el Lago de Maracaibo y exploraban la zona constantemente para actividades de recolección. Con la colonización española, floreció en la zona una economía predominantemente rural, dedicada a actividades agrícolas. 
En 1912, la compañía Caribbean Petroleum Company vinculada a la Royal Dutch Shell comenzó la exploración en busca de yacimientos petrolíferos en la zona. El pozo Zumaque I se comenzó a perforar en abril de 1914 al pie del Cerro "La Estrella" reventando el 31 de julio de ese mismo año. De esta manera se confirma la existencia de grandes depósitos de petróleo en el subsuelo de la cuenca del Lago de Maracaibo. En su cenit el Zumaque I produjo hasta 2500 barriles diarios y es conocido como el pozo descubridor del campo Mene Grande (MG-1).

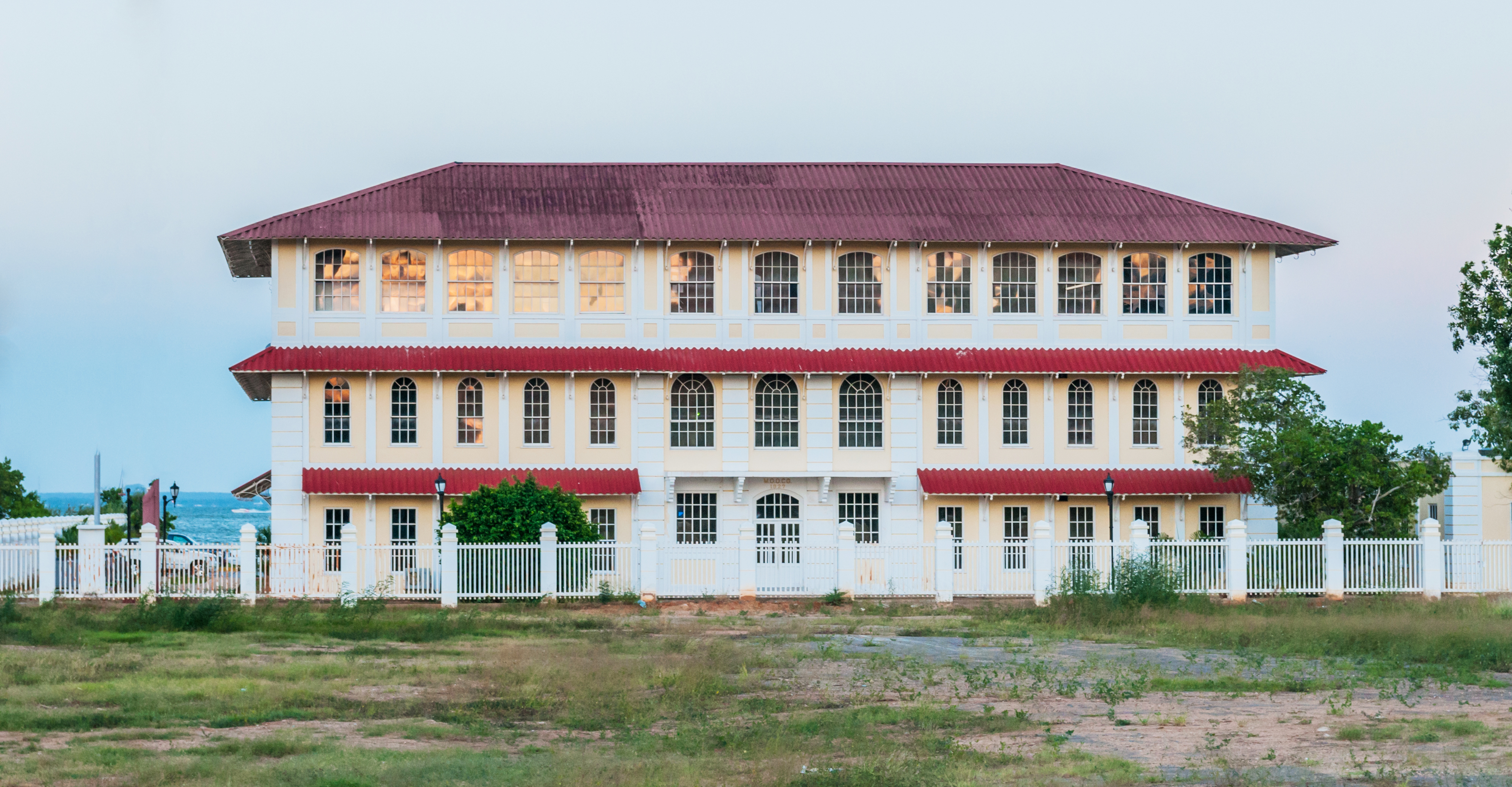
Antiguo edificio de la Mene Grande Oil Company

El sitio se convirtió rápidamente en un polo de desarrollo; Mene Grande creció como un campo petrolero administrado en un principio por la Gulf Oil Corporation, luego pasó a manos de Shell de Venezuela. Mene Grande fue pionera de la lucha obrera en Venezuela, creando el primer sindicato del país en 1925  sin embargo tuvieron que pasar 11 años antes de que surgiera el Sindicato de Obreros de la Empresa Petrolera (SOEP) en Cabimas, tras la muerte del dictador Juan Vicente Gómez. El 14 de diciembre de 1936 en Mene Grande estalla la primera huelga petrolera la cual se prolongó hasta el 22 de enero de 1937. En el transcurso de la huelga varios obreros fueron masacrados por el régimen militar de Eleazar Lopez Contreras.
Más tarde con el descubrimiento del campo "Barúa" en las cercanías de Mene Grande, dichos pozos pasaron a llamarse MGB (Mene Grande Barúa).
El 1 de enero de 1976, Mene Grande fue la sede de la promulgación de la ley de nacionalización de la industria petrolera en el pozo Zumaque I, acto presidido por el entonces presidente de la república Carlos Andrés Pérez. Durante ese día, Mene Grande fue oficialmente designada capital de Venezuela, por decreto presidencial. A partir de entonces los activos petroleros de la Shell pasaron a ser de Maraven filial de PDVSA .
En 1989 con la creación del municipio Baralt, la alcaldía se estableció en San Timoteo. En 1996 el campo pasó a manos de la compañía española Repsol, la cual en 2007 pasó a ser una empresa mixta con PDVSA Petroquiriquire, dicho nombre es derivado de una tribu aborigen.

## Zona residencial
Mene Grande se encuentra en un valle en la unión entre la serranía de Ziruma y el comienzo de la cordillera de los Andes, por lo que es una ruta muy transitada. Su expansión urbana la ha fusionado con la vecina población de Pueblo Nuevo, constituyendo la mayor concentración urbana del municipio Baralt. La altitud promedio es de 18 m s. n. m.
Mene Grande cuenta con estadio de fútbol, iglesia, escuelas, liceos, hospital e infraestructura. Al norte de la población se encuentra el río Motatán de los Negros. A diferencia de la mayoría de los pueblos situados en la Costa Oriental del Lago de Maracibo, sus calles están ordenadas en ángulo recto, teniendo así un ordenamiento urbano regulado. A excepción de la urbanización Santa Maria también conocido como "La Chamarreta" ya que este no cumple con este linamiento urbano.

## Vialidad y transporte
Mene Grande tiene una particularidad que no comparten las otras localizaciones de la empresa en la Costa Oriental del Lago de Maracaibo (COL), pero si se consigue en Punto Fijo y Judibana, entre otros, en el estado Falcón, pueblos y ciudades que están construidas sus vías en perfecto Norte Sur y Este Oeste, al igual que Pittsburg en Pensilvania Estados Unidos, de donde es originaria la Gulf Oil Corporation. Otras ciudades, casi todas las de EE. UU., tienen una estricta orientación norte-sur y este-oeste. A este grupo se une por sorpresa Pekín, la capital china.
Otras ciudades combinan lo antiguo, un casco viejo más caótico, con lo moderno, una orientación en cruz, como Ámsterdam o Barcelona. 
Los principales accesos a Mene Grande son las carreteras San Pedro-Lagunillas, y El Venado-Agua Viva. Existen además vías que llevan a pueblos más pequeños como La Leona, La Tigra, km 8 y a San Timoteo, capital municipal. Llegan y salen rutas de transporte regularmente desde y hacia Lagunillas, Valera y El Venado.

## Clima
| Parámetros climáticos promedio de Mene Grande, Venezuela    | Parámetros climáticos promedio de Mene Grande, Venezuela | Parámetros climáticos promedio de Mene Grande, Venezuela | Parámetros climáticos promedio de Mene Grande, Venezuela | Parámetros climáticos promedio de Mene Grande, Venezuela | Parámetros climáticos promedio de Mene Grande, Venezuela | Parámetros climáticos promedio de Mene Grande, Venezuela | Parámetros climáticos promedio de Mene Grande, Venezuela | Parámetros climáticos promedio de Mene Grande, Venezuela | Parámetros climáticos promedio de Mene Grande, Venezuela | Parámetros climáticos promedio de Mene Grande, Venezuela | Parámetros climáticos promedio de Mene Grande, Venezuela | Parámetros climáticos promedio de Mene Grande, Venezuela | Parámetros climáticos promedio de Mene Grande, Venezuela |
| Mes                                                         | Ene.                                                     | Feb.                                                     | Mar.                                                     | Abr.                                                     | May.                                                     | Jun.                                                     | Jul.                                                     | Ago.                                                     | Sep.                                                     | Oct.                                                     | Nov.                                                     | Dic.                                                     | Anual                                                    |
| ----------------------------------------------------------- | -------------------------------------------------------- | -------------------------------------------------------- | -------------------------------------------------------- | -------------------------------------------------------- | -------------------------------------------------------- | -------------------------------------------------------- | -------------------------------------------------------- | -------------------------------------------------------- | -------------------------------------------------------- | -------------------------------------------------------- | -------------------------------------------------------- | -------------------------------------------------------- | -------------------------------------------------------- |
| Temp. máx. media (°C)                                       | 32.8                                                     | 32.8                                                     | 32.8                                                     | 32.2                                                     | 32.2                                                     | 32.8                                                     | 32.8                                                     | 32.8                                                     | 32.2                                                     | 31.7                                                     | 31.7                                                     | 32.2                                                     | 32.4                                                     |
| Temp. mín. media (°C)                                       | 23.3                                                     | 23.3                                                     | 23.9                                                     | 23.9                                                     | 23.9                                                     | 23.9                                                     | 23.3                                                     | 23.3                                                     | 23.3                                                     | 23.3                                                     | 23.3                                                     | 22.8                                                     | 23.5                                                     |
| Precipitación total (mm)                                    | 27.9                                                     | 27.9                                                     | 48.3                                                     | 119.4                                                    | 152.4                                                    | 132.1                                                    | 101.6                                                    | 137.2                                                    | 167.6                                                    | 177.8                                                    | 147.3                                                    | 86.4                                                     | 1325.9                                                   |
| Fuente: The Weather Channel Interactive, Inc. Marzo de 2009 |                                                          |                                                          |                                                          |                                                          |                                                          |                                                          |                                                          |                                                          |                                                          |                                                          |                                                          |                                                          |                                                          |

## Sitios notables
- Mene del Cerro La Estrella
- Pozo Zumaque I (MG-1), lugar donde se perforó el primer pozo petrolero a escala comercial en Venezuela.
- Estadio "Pachencho Romero" en Mene Grande
- Refinería de San Lorenzo, la más importante y de mayor tecnología de Sudamérica en su momento.
- Ceuta de Agua y Tomoporo de Agua pueblos costeros casas (Palafitos) dedicados a la pesca.
- Museo de Ciencias Antonie van der Mark